# Kashima Antlers
Kashima Antlers (jap. 鹿島アントラーズ Kashima Antorāzu) – japoński klub piłkarski grający obecnie w J1 League. Klub ma siedzibę w mieście Kashima, leżącym w prefekturze Ibaraki. 
Nazwa Antlers wywodzi się od nazwy miasta Kashima, która oznacza wyspę jeleni.

## Historia
Klub został założony w 1946 roku w Osace jako zakładowy klub korporacji Sumitomo Metal Industries, Ltd. Klub grał przez lata w półprofesjonalnej Japońskiej Pierwszej Lidze. W 1976 przeniesiono klub z Osaki do Kashimy. W latach 1991–1993 nazwa brzmiała Sumomito Metal Industries, ale w pierwszych rozgrywkach ligowych wystartowała w nazwie funkcjonującej do dziś. W latach 1991–1994 w klubie grał Zico. W 1993 Kashima wygrała Pierwszą Rundę J-League, a pierwsze mistrzostwo kraju zdobyła w 1996 roku. W 2000 roku stała się pierwszym klubem w kraju, który zdobył trzy najważniejsze trofea: wywalczył mistrzostwo oraz Puchar Cesarza i Puchar Ligi.
W 2016 klub był gospodarzem Klubowych Mistrzostwach Świata, w których zajął drugie miejsce po przegranym 4:2 finałowym meczu z Realem Madryt (najlepszy wynik przedstawiciela Azji w historii rozgrywek).

## Sukcesy
J1 League
- Zwycięstwo: 1996, 1998, 2000, 2001, 2007, 2008, 2009, 2016
- Drugie miejsce: 1993, 1997, 2017
- Trzecie miejsce: 1994, 2005, 2018

Puchar Cesarza
- Zwycięstwo: 1997, 2000, 2007, 2010, 2016
- Drugie miejsce: 2019

Puchar Ligi Japońskiej
- Zwycięstwo: 1997, 2000, 2002, 2011, 2012, 2015
- Drugie miejsce: 1999, 2003, 2006

Superpuchar Japonii
- Zwycięstwo: 1997, 1998, 1999, 2009, 2010, 2017

Azjatycka Liga Mistrzów w piłce nożnej
- Zwycięstwo: 2018

Klubowe mistrzostwa świata w piłce nożnej
- Drugie miejsce: 2016

A3 Champions Cup
- Zwycięstwo: 2003

Copa Suruga Bank
- Zwycięstwo: 2012, 2013
- Drugie miejsce: 2016

## Występy w J-League
- 1993 – wicemistrzostwo
- 1994 – 3 miejsce
- 1995 – 7 miejsce
- 1996 – mistrzostwo
- 1997 – wicemistrzostwo
- 1998 – mistrzostwo
- 1999 – 9 miejsce
- 2000 – mistrzostwo
- 2001 – mistrzostwo
- 2002 – 4 miejsce
- 2003 – 5 miejsce
- 2004 – 6 miejsce
- 2005 – 3 miejsce
- 2006 – 6 miejsce
- 2007 – mistrzostwo
- 2008 – mistrzostwo
- 2009 – mistrzostwo
- 2010 – 4 miejsce
- 2011 – 6 miejsce
- 2012 – 11 miejsce
- 2013 – 5 miejsce
- 2014 – 3 miejsce
- 2015 – 5 miejsce
- 2016 – mistrzostwo
- 2017 – wicemistrzostwo
- 2018 – 3 miejsce
- 2019 – 3 miejsce
- 2020 – 5 miejsce
- 2021 – 4 miejsce
- 2022 – 4 miejsce

## Piłkarze

### Obecny skład
Stan na 4 stycznia 2020
| Nr | Poz. | Piłkarz                 |
| -- | ---- | ----------------------- |
| 1  | BR   | Kwoun Sun-tae           |
| 2  | OB   | Atsuto Uchida (kapitan) |
| 4  | PO   | Léo Silva               |
| 6  | PO   | Ryōta Nagaki            |
| 8  | PO   | Shōma Doi               |
| 11 | PO   | Leandro                 |
| 15 | NA   | Shō Itō                 |
| 16 | OB   | Shuto Yamamoto          |
| 18 | PO   | Serginho                |
| 19 | NA   | Kazuma Yamaguchi        |
| 20 | PO   | Kento Misao             |
| 21 | BR   | Hitoshi Sogahata        |
| 23 | OB   | Itsuki Oda              |
| 24 | OB   | Yukitoshi Itō           |
| 25 | PO   | Yasushi Endō            |
| 27 | OB   | Bueno                   |
| 28 | OB   | Koki Machida            |

| Nr | Poz. | Piłkarz                           |
| -- | ---- | --------------------------------- |
| 30 | PO   | Shintaro Nago                     |
| 31 | BR   | Yuya Oki                          |
| 33 | OB   | Ikuma Sekigawa                    |
| 34 | PO   | Kotaro Arima                      |
| 35 | OB   | Shogo Sasaki                      |
| 36 | NA   | Ayase Ueda                        |
| 37 | PO   | Kei Koizumi                       |
| 38 | BR   | Taiki Yamada                      |
| 39 | OB   | Tomoya Inukai                     |
| 41 | PO   | Ryōhei Shirasaki                  |
| 47 | NA   | Yūki Sōma (wyp. z Nagoya Grampus) |
| -  | OB   | Tatsuki Nara                      |
| -  | NA   | Everaldo Stum                     |
| -  | OB   | Rikuto Hirose                     |
| -  | OB   | Katsuya Nagato                    |
| -  | OB   | Daiki Sugioka                     |
| -  | PO   | Juan Alano                        |

### Piłkarze na wypożyczeniu
Stan na 4 stycznia 2020
| Nr | Poz. | Piłkarz                                        |
| -- | ---- | ---------------------------------------------- |
|    | PO   | Kazune Kubota (wypożyczony do Fagiano Okayama) |

| Nr | Poz. | Piłkarz                                      |
| -- | ---- | -------------------------------------------- |
|    | NA   | Takeshi Kanamori (wypożyczony do Sagan Tosu) |

## Trenerzy
- Masakatsu Miyamoto 1992–1994
- Edu 1994–1995
- João Carlos 1996–1998
- Takashi Sekizuka (tymczasowy) 1998
- Zé Mário 1998–1999
- Takashi Sekizuka (tymczasowy) 1999
- Zico (tymczasowy) 1999
- Toninho Cerezo 2000–2005
- Paulo Autuori 2005–2006
- Oswaldo de Oliveira 2007–2011
- Jorginho 2012
- Toninho Cerezo 2013–2015
- Masatada Ishii 2015–2017
- Gō Ōiwa 2017–